# Juan Radrigán
Juan Galvarino Radrigán Rojas (Antofagasta, 23 de enero de 1937-Santiago, 16 de octubre de 2016) fue un dramaturgo chileno, que incursionó también en otros géneros. Radrigán impartió clases en diversas universidades en su país y recibió las más altas distinciones por su obra: los premios Nacional de las Artes Escénicas (2011) y Altazor (2005-2014), además de haber sido seleccionado muchas veces en la Muestra de Dramaturgia Nacional.

## Biografía
Hijo de un padre mecánico y una madre profesora, alcanzó a vivir muy poco tiempo en su ciudad natal, Antofagasta: a los dos años de edad llega a Santiago. Como sus tres hermanos, recibió la educación básica de su madre.
Fue director de Cuadernos inéditos, órgano oficial de publicaciones del Centro de Escritores Inéditos, desde el n.º.2 (noviembre de 1961) hasta el n.º.5 (julio de 1962). A los 25 publica su primer volumen de relatos Los vencidos no creen en Dios, al que le sigue seis años más tarde, en 1968, la novela El vino de la cobardía.

### Radrigán dramaturgo
Durante los primeros años después del golpe militar en Chile de 1973, Radrigán desempeñó los más diversos oficios (librero, vendedor, dependiente de tienda, envasador, entre otros) para poder sobrevivir. Sin embargo, esta alternancia laboral no le impidió seguir escribiendo: en 1975 aparece su poemario El día de los muros y cuatro años más tarde escribe su primera obra teatral Testimonio de las muertes de Sabina, que sería representada en muchas ciudades del país por profesionales y aficionados.
A partir de entonces, comenzó a centrarse en la dramaturgia:  El loco y la triste, Las brutas, Cuestión de ubicación, Hechos consumados, El toro por las astas, Made in Chile. Todo el trabajo de esta etapa inicial será incluido en el libro Teatro de Juan Radrigán (11 obras), publicado por CENECA en 1984.
En 1981 Hechos consumados es elegida por el Círculo de Críticos de Arte como la mejor obra de 1981 y al año siguiente repite este éxito con El toro por las astas, obra que gana, además, el Premio Municipal de Literatura Santiago 1983. Ese mismo año, en mayo, parte en una gira de seis meses por Europa con la compañía El Telón, llevando las dos piezas premiadas más El invitado. Invitados oficiales al Festival de Teatro de Nancy, hacen presentaciones también en Alemania, Bélgica, Dinamarca, España, Holanda, Inglaterra, Luxemburgo y Suecia. En esa década realizó otros viajes al extranjero con sus piezas: a Perú y Ecuador en 1985; a Colombia y Costa Rica al año siguiente; a Suiza, Holanda, Francia, Italia, Inglaterra, Suecia, Escocia y Alemania en 1988.
El cineasta chileno Luis Vera realizó una versión cinematográfica de Hechos consumados, que, aunque alabada por la crítica (obtuvo el premio especial del jurado en la Bienal de Colombia 1985), estuvo solo una semana en cartelera en 1986 debido al poco éxito de público.
Cuando retorna la democracia en 1990 después de la dictadura militar (Chile) de Augusto Pinochet las tablas se revitalizan y la obra de Radrigán se populariza y se masifica a través del país.
El mismo Radrigán tendrá varios años de silencio hasta que, en 1996,  estrena su ópera-teatro El encuentramiento, con música de Patricio Solovera y dirección de Willy Semler.
Durante lo que se podría considerar una tercera etapa, Radrigán investiga en distintas formas de escribir teatro, como muestran sus obras Beckett y Godot, y Amores de cantina. Aquí el autor indaga por diversas líneas estéticas; algunas iniciadas en los noventa, como la escritura en décimas.
Otro factor determinante de esta etapa es el hecho de que Radrigán se ha establecido dentro del teatro chileno como un ícono ineludible dentro de la dramaturgia. Sus clases universitarias y la popularidad de sus obras lo han hecho influenciar, de una u otra forma, a casi toda una nueva generación de dramaturgos. Además, comienzan a tomar importancia nuevos autores que continúan y transforman la línea, que él comenzó, de llevar la marginalidad al teatro. Entre estos destaca su discípulo Luis Barrales.
En 2005 gana el Premio Altazor de Dramaturgia por Beckett y Godot y en 2011 recibirá la consagración definitiva al obtener el Premio Nacional de Artes de la Representación y Audiovisuales de Chile.
En 2007 recibió un Premio APES a la Excelencia por su labor en el teatro, junto a Alejandro Sieveking, Claudia Di Girolamo y el Teatro Ictus.

### Fallecimiento
Radrigán falleció el 16 de octubre de 2016, poco tiempo después de habérsele diagnosticado un cáncer a la columna con metástasis. Su cuerpo fue velado en el Teatro Sidarte del Barrio Bellavista de Santiago, lugar donde el ministro de Cultura, Ernesto Ottone, anunció que el gobierno declararía duelo oficial por su deceso.

## Temas
Los temas tratados por Juan Radrigán se relacionan, de una u otra forma, con la marginalidad asociada al contexto político, social, económico o cultural. Si bien la obra del autor ha mutado a lo largo de su carrera, ha vuelto una y otra vez a este tema nunca ha cesado, cambiando solo de enfoque.
Radrigán se distingue por ser el primer dramaturgo en convertir a los marginados sociales en personajes principales dentro de una obra de teatro chilena. El lenguaje es cercano al de las clases sociales bajas, pues es a este público al que el autor quiere llegar, deseando, paralelamente, acercar a esos personajes al público no-marginal.
Dentro de sus predecesores, en esta línea de teatro social/marginal podemos mencionar a Alfonso Alcalde, quien en La consagración de la pobreza intenta retratar el paisaje que ofrece la dura realidad de las clases sociales más aisladas.

## Obras

### Teatro
(Salvo que se indique otra cosa, las fechas de estreno son las que da 'Memoria Chilena' en la cronología del autor)
- Testimonios de las muertes de Sabina, pieza estrenada en Santiago, el 24 de marzo de 1979
- Cuestión de ubicación, estrenada el 28 de marzo de 1980 en el Teatro Imagen, en el marco de ¡Viva Somoza!, obra compuesta por dos piezas de Gustavo Meza (Cuestión de descendencia y Cuestión de oportunidad) y por la de Radrigán[4]
- El loco y la triste, estrenada en Valdivia, el 3 de julio de 1980 con montaje del Teatro Bufo y dirección de Jorge Torres Ulloa
- Las brutas, estrenada en Valparaíso, el 1 de agosto de 1980; Teatro El Farol, dirección de Arnaldo Berríos
- Redoble fúnebre para lobos y corderos, compuesta por tres piezas: Isabel desterrada en Isabel, El invitado y Sin motivo aparente, estrenada en Valparaíso, el 6 de febrero de 1981; Teatro El Telón, dirección de Nelson Brodt
- Hechos consumados, estrenada en Santiago el 26 de septiembre de 1981; Teatro El Telón, dirección de Nelson Brodt
- El toro por las astas, estrenada en Santiago el 3 de septiembre de 1982; Teatro El Telón, dirección de Alejandro Castillo (reestreno: abril de 2011, Teatro Nacional Chileno en la sala Antonio Varas)
- Informe para indiferentes, estrenada el 4 de marzo de 1983 en Concepción, con dirección de Ricardo Monserrat[4]
- Las voces de la ira, estrenada el 26 de septiembre de 1984; Teatro El Telón, dirección de Jorge Gajardo
- Made in China, 26 de noviembre de 1984; Teatro El Telón, dirección de Jorge Cano
- El pueblo de mal amor, estrenada en Santiago el 23 de mayo de 1986 con montaje del Teatro de la Universidad Católica y dirección de Raúl Osorio
- Borrachos de luna, estrenada el 1 de agosto de 1986 con montaje de la Compañía de Teatro Popular El Telón y dirección de Tennyson Ferrada
- La contienda humana, estrenada en Zúrich el 10 de febrero de 1988; Teatro El Telón, dirección de Juan Edmundo González
- Balada de los condenados a soñar, estrenada en Múnich el 15 de abril de 1989 bajo la dirección de Stephan Stroux
- Piedra de escándalo, estrenada en el Teatro Concepción de esa ciudad el 5 de octubre de 1990; dirección de Juan Mateo Iribarren
- Islas del porfiado amor, 1990
- El encuentramiento, estrenada el 20 de junio de 1996
- Parábola de los fantasmas borrachos, estrenada en 1996
- Perra celestial, estrenada en 1999
- Medea mapuche, estrenada en 2000
- El exilio de la mujer desnuda, 2001
- Esperpentos rabiosamente inmortales, 2002
- La negra, Dios y la farsa, 2003
- Beckett y Godot, estrenada en 2004
- Qué tiempos aquellos... Fanta y Romo, obra de Víctor Faúndez dirigida por Juan Radrigán estrenada en 2004 por Teatro Locos del Pueblo.
- Diatriba de la empecinada, estrenada en 2006
- Clausurado por ausencia, estrenada en 2007
- Sin motivo aparente, estrenada en 2008
- Amores de cantina, estrenada en 2009
- Oratorio de la lluvia negra, escrita en verso libre, habla del abuso de poder y de la impunidad; estrenada el 13 de julio de 2012 en el Teatro La Memoria por la compañía Teatro la Provincia, dirigida por Rodrigo Pérez Müffeler[9]
- Informe para nadie, lectura dramatizada estrenada el 19 de diciembre de 2012 en el GAM bajo la dirección del premio nacional Fernando González[10]
- Bailando para ojos muertos, estrenada en 2012, dirección: Arnaldo Berríos, ATEVA, Valparaíso.
- La felicidad de los García, pieza escrita en los años 1960; estreno: 9 de julio de 2013, dir.: Pierre Sauré[11]
- Ceremonial del macho cabrío, muertos de distintas épocas que se levantan de sus tumbas para encontrar la forma de no terminar en la fosa común por no pago; estrenada el 3 de mayo de 2013, Matucana 100; dirección: Alejandra Gutiérrez[12]
- Memorial del bufón, dirección: Juan Radrigán, compañía Teatro Locos del Pueblo, 3 de abril de 2014, Sala Patricio Bunster, Matucana 100
- La tempestad, dirección: Rodrigo Pérez, GAM, 15 de mayo de 2015, con Claudia Di Girólamo en el papel protagónico de Próspero
- Fieramente humano, Jesús se detuvo en Olivo 837, dirección: Juan Radrigán, compañía Teatro Locos del Pueblo, 17 de octubre de 2015, Sala Principal, Matucana 100
- Apague la luz señor Godot, dirección: Renzo Oviedo, Teatro Locos del Pueblo, categoría Veteranos Emergentes; enero de 2017, Quilicura, durante el primer homenaje póstumo a Radrigán[13] El 14 de mayo de 2013 se montó una versión preliminar con fragmentos de la obra en el Parque Cultural de Valparaíso; dirección: Marcos Guzmán y Francisca Márquez[14]
- Clausurado por ausencia, obra inédita nacida en 2007; estrenada póstumamente en marzo de 2017 en el GAM; director: Francisco Krebs[15]

### Libros
- Los vencidos no creen en Dios, cuentos, Entrecerros, Santiago, 1962 (descargable desde Memoria Chilena)
- El vino de la cobardía, novela corta, Guerrero y Recabarren Ltda., Santiago, 1968 (descargable desde Memoria Chilena)
- Queda estrictamente prohibido o La ronda de las manos ajenas, novela, Saotem, Santiago, 1970 (descargable desde Memoria Chilena)
- El día de los muros, poemario, Impresora Bío-Bío, Santiago, 1975 (descargable desde Memoria Chilena)
- Hechos consumados, Minga, Santiago
- Isabel desterrada en Isabel, Aura Latina, Suecia, 1988.
- Teatro, Universidad de Minnesota / CENECA, 1984; contiene 11 obras más dos estudios críticos (descargable desde Memoria Chilena)
- Pueblo del mal amor & Los borrachos de luna, Ñuke Mapu, Santiago, 1987 (descargable desde Memoria Chilena)
- El encuentramiento, SECC, Santiago, 1995 (descargable desde Memoria Chilena)

## Premios y reconocimientos
- Primer premio en el Concurso de Cuentos organizado en 1970 por la Central Única de Trabajadores y la Universidad Técnica del Estado por El asesino
- Mejor obra del año 1981 (Círculo de Críticos de Arte) por Hechos consumados
- Mejor obra del año 1982 (Círculo de Críticos de Arte) por El toro por las astas
- Premio Municipal de Literatura de Santiago 1983 por El toro por las astas
- Invitado especial al Festival Internacional de Teatro de Nancy 1983
- Invitado al Primer Festival Internacional de Teatro por la Paz 1989, San José de Costa Rica
- Premio Altazor de Dramaturgia 2005 por Beckett y Godot
- Premio Bicentenario de Dramaturgia 2010 (Círculo Críticos de Arte)
- Premio Sello de Excelencia 2011 (Consejo Nacional de la Cultura y las Artes)
- Premio Nacional de Artes de la Representación y Audiovisuales de Chile 2011
- Premio Altazor de Dramaturgia 2014 por Bailando para ojos muertos
- Distinción de Profesor Emérito de la Universidad Academia de Humanismo Cristiano, 2015